# 小貝爾區

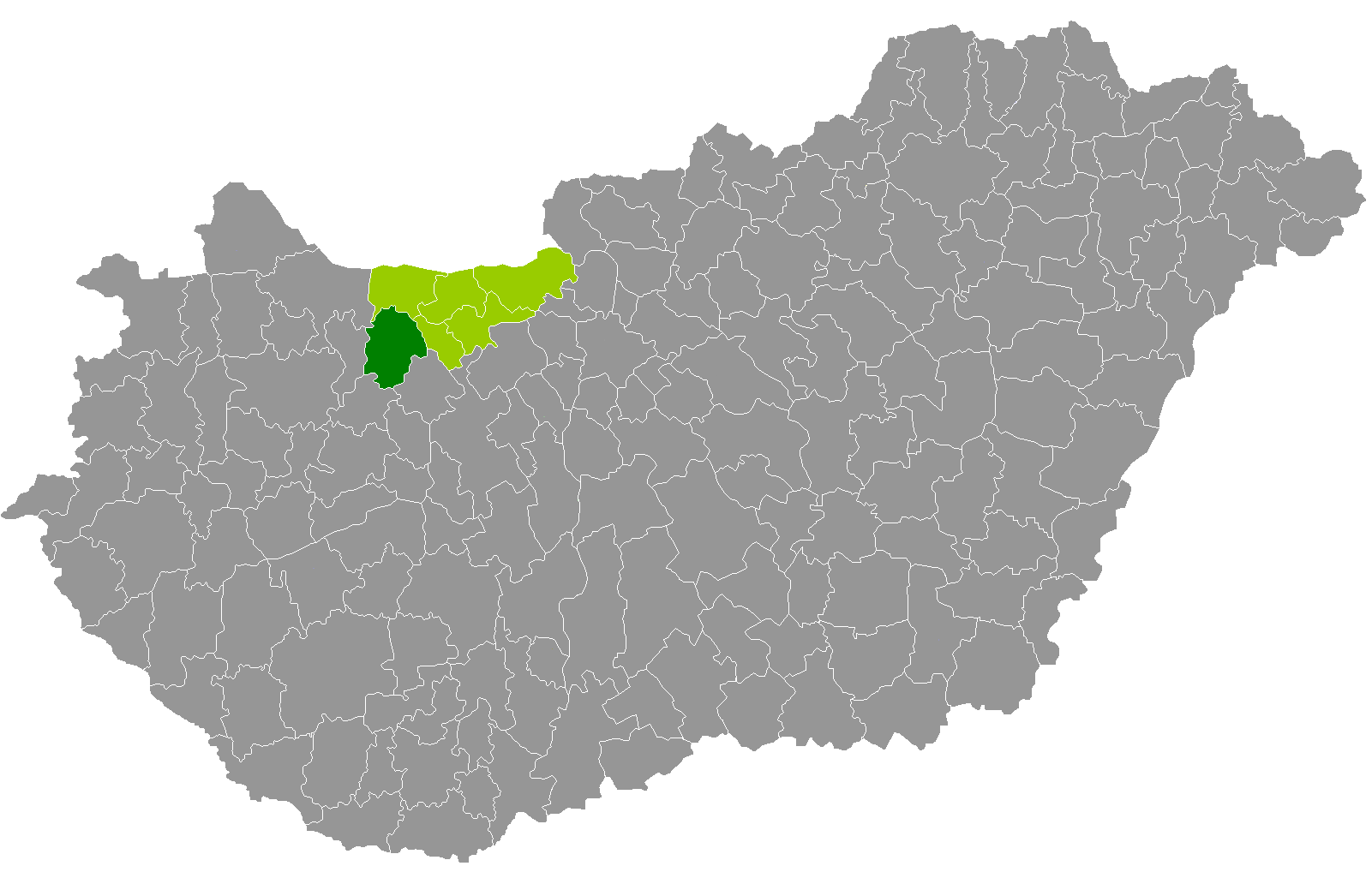

小貝爾區（匈牙利語：Kisbéri járás），是匈牙利科馬羅姆-埃斯泰爾戈姆州的一個區，位於該國北部，区府設於小貝爾，面積511平方公里，2011年人口20,284，人口密度每平方公里40人。

## 市镇
小貝爾區包含1个城镇和17个村庄。